# Бібліс гігантський
Бібліс гігантський (Byblis gigantea) — вид багаторічних хижих рослин з роду бібліс.

## Морфологія

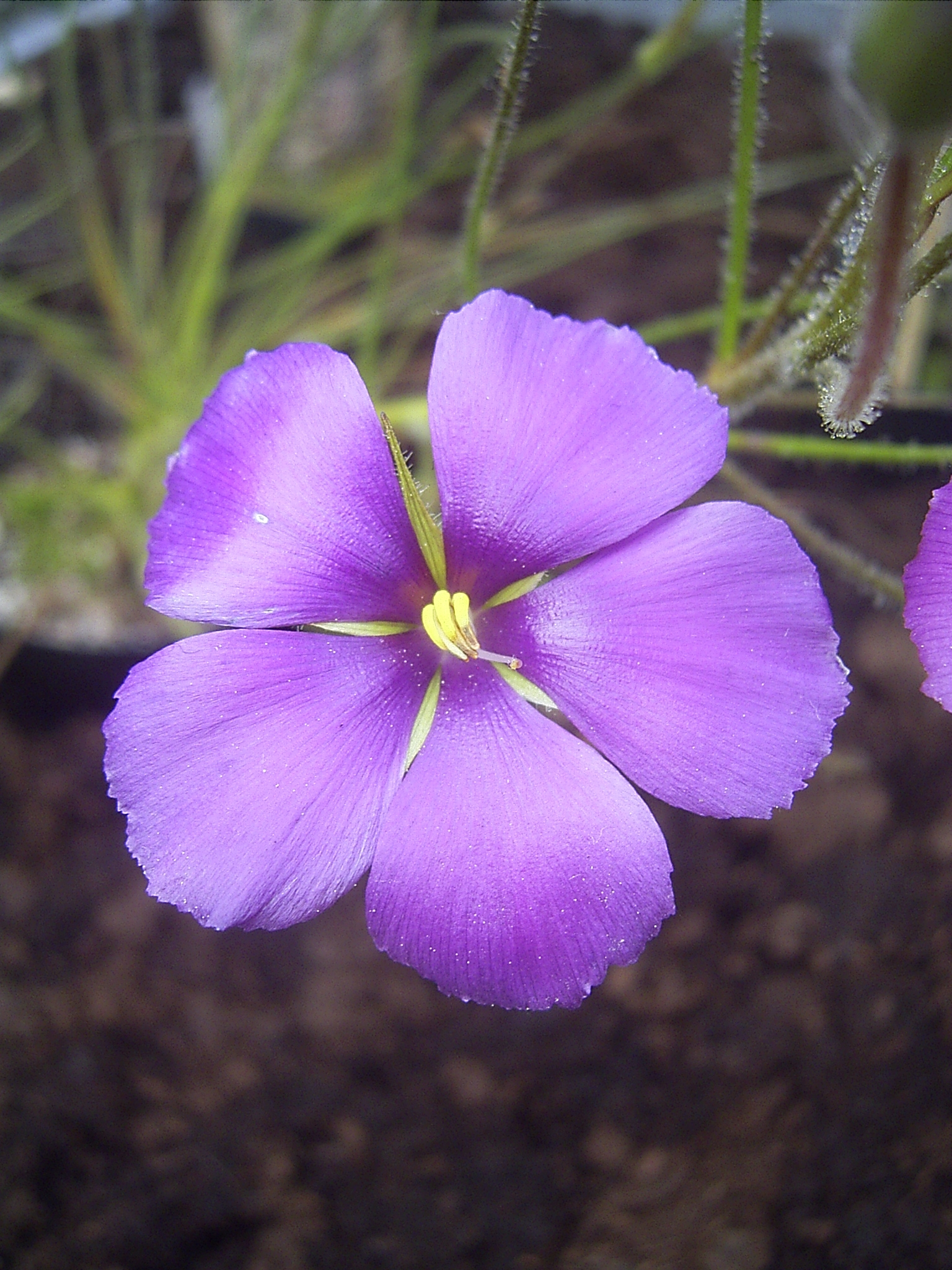
Квітка бібліса гігантського

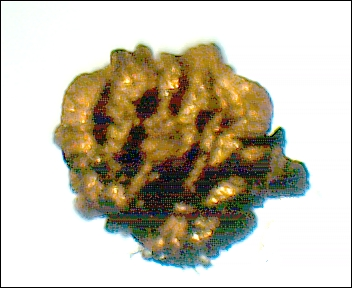
Насіння бібліса гігантського (збільшення у 40 разів)

Найбільший вид роду бібліс, який може досягати 70 см заввишки. Забарвлення квіток варіює від гарного темно-рожевого до лілово-блакитного. Вузькі листя рослини суцільно вкриті липкими волосками і залозками; підраховано, що на одному кущику — до 300 тис. волосків і 2 млн залозок. Залозки виділяють сік, що допомагає перетравлювати жертву. Гілочки і листя рослини утворюють щільну липку перешкоду для комах. Іноді жертвами Бібліса стають равлики та жаби. Про нього ходили і продовжують поширюватися чутки як про рослину-людожера.

## Ареал та екологія
Поширений цей вид в Західній Австралії, на схід від міста Перт, на кількох низинних ділянках, а також на піщаній рівнині в межиріччі Мур-Рівер і Енеабба. Для цих районів характерний середземноморський тип клімату з холодними вологими зимами та жаркими сухими літніми періодами. Коли болота, в яких вони мешкають, пересихають в літні місяці, рослини йдуть на період спокою, але з початком дощів восени вони знову відростають.

## Використання
Потерпає через колекціонування любителями-садівниками. Щорічний попит на світовому ринку на бібліс гігантський зростає. Місцеві жителі використовували листя замість клею.

## Охорона
Бібліс гігантський входить до Червоного списку Міжнародного союзу охорони природи на межі зникнення (CR).
Місця знаходження цієї рослини охороняються в національному парку Мур-Рівер.
Бібліс гігантський, як й всі інші види біблісових входять до списку СІТЕС.